# Lecteria calopus
Lecteria calopus är en tvåvingeart som först beskrevs av Walker 1856.  Lecteria calopus ingår i släktet Lecteria och familjen småharkrankar. Inga underarter finns listade i Catalogue of Life.